# آنتوان کار
آنتوان کار (انگلیسی: Antoine Carr؛ زاده ۲۳ ژوئیهٔ ۱۹۶۱) یک بازیکن بسکتبال اهل ایالات متحده آمریکا است.